# الأيام الأخيرة (فلم)
الأيام الأخيرة (بالإنجليزية: Latter Days) هو فيلم أمريكي من إنتاج عام 2003 وهو فيلم رومانسي كوميدي درامي عن مثلي الجنس العلاقة بين المجتمعين المورمون التبشيرية وله مثلي الجنس علنا الجار. تمت كتابة الفيلم وإخراجه من قبل سي جاي كوكس وبطولة ستيف ساندفوس في دور المبشر، وآرون وويس رامزي كجار، كريستيان. يظهر جوزيف جوردون ليفيت في دور إلدر رايدر، وريبيكا جونسون في دور جولي تايلور. ماري كاي بليس، وخاري بايتون، وإريك بالادينو، وأمبر بنسون، وجاكلين بيسيت، لديهم أدوار داعمة.
تم عرض الأيام الأخيرة لأول مرة في مهرجان فيلادلفيا الدولي للمثليين والسحاقيات في 10 يوليو 2003 وتم إصداره في ولايات مختلفة من الولايات المتحدة الأمريكية على مدار الـ 12 شهرًا التالية. تم إصدار الفيلم لاحقًا في عدد قليل من البلدان الأخرى وعرض في العديد من مهرجانات أفلام المثليين. كان أول فيلم يصور الصدام بين مبادئ كنيسة يسوع المسيح لقديسي الأيام الأخيرة والمثلية الجنسية، وكان معرضها في بعض الولايات الأمريكية مثيرًا للجدل. وطالبت جماعات دينية مختلفة بسحب الفيلم من دور العرض ومحلات الفيديو تحت تهديد المقاطعة.
قوبل الفيلم بردود فعل متباينة من نقاد الفيلم، لكنه كان شائعًا لدى معظم الحاضرين في المهرجان. ومع ذلك في شباك التذاكر في أمريكا الشمالية حقق الأيام الأخيرة 834685 دولارًا فقط، وهي بالكاد تغطي تكاليف الإنتاج بميزانية تقديرية تبلغ 850 ألف دولار في عام 2004، قام الكاتب المستقل ت. فابريس بتحويل «الأيام الأخيرة» إلى رواية نشرتها دار أليسون للنشر.

## القصة
تم إرسال إلدر آرون ديفيس، شاب مورمون من بوكاتيلو أيداهو، إلى لوس أنجلوس مع ثلاثة مبشرين آخرين لنشر إيمان المورمون. ينتقلان إلى شقة بجوار فتى الحفل المثلي علانية كريستيان ماركيلي ورفيقته في الغرفة جولي، المغنية الطموحة كريستيان وجولي يعملان كنادلين في مطعم Lila's العصري المملوك للممثلة المتقاعدة ليلا مونتاجن.
يراهن كريستيان مع زملائه في العمل على أنه قادر على إغواء أحد المورمون، وسرعان ما يدرك أن آرون، المبشر الأقل خبرة هو مثلي الجنس منغلق تعرف هارون وكريستيان على بعضهما البعض بعد عدة لقاءات في المجمع السكني. عندما يجرح كريستيان نفسه عن طريق الخطأ ببكرة خرطوم معدنية ويغمى عليه، يساعده آرون في الداخل وينظف جرحه. يحاول كريستيان إغواء آرون، لكن المورمون المتردد ينزعج من ملاحظة كريستيان أن الجنس «لا يجب أن يعني شيئًا». يتهمه هارون بأنه ضحل ويخرج. خوفا من أن آرون على صواب ينضم كريستيان إلى مشروع أنجل فوود لتقديم وجبات الطعام للأشخاص المصابين بالإيدز.
تعرض زميل آرون المبشر، بول رايدر لحادث ركوب دراجة بالعودة إلى شقته، يقابل هارون المذهول كريستيان الذي يحاول مواساته بعناق. كلا الرجلين غارقة في مشاعرهما وينتهي بهما الأمر إلى التقبيل، وفشلوا في ملاحظة عودة رفقاء آرون في السكن. يتم إرسال آرون إلى المنزل في حالة من العار، مما دفع كريستيان لمواجهة رايدر، الذي يغضب لأن كريستيان أفسد آرون دون سبب. يعترف كريستيان أنه في البداية أراد فقط الفوز برهان، لكنه قال «لم يعد الأمر يتعلق بذلك» بعد الآن. إدراكًا لمحنة كريستيان، أخبره رايدر أن رحلة آرون تتوقف لمدة خمس ساعات في سولت ليك سيتي.
كريستيان يجد آرون واقفا في الثلج خارج صالة المطار. يعترف كريستيان بحبه، وعلى الرغم من شكوكه، يعترف هارون بمشاعره الخاصة بالحب. مع إلغاء جميع الرحلات الجوية بسبب عاصفة ثلجية يقضي كريستيان وآرون ليلة حميمة في فندق. عندما يستيقظ كريستيان، وجد هارون قد ذهب لقد تُركت ساعة جيب آرون، وهي إرث عائلي يعود كريستيان إلى لوس أنجلوس في ولاية ايداهو، تم طرد آرون من قبل شيوخ الكنيسة، بقيادة والده فارون، وهو رئيس الحصة هارون يرفضه والده ويوبخه من قبل والدته التي تقول له إنه يحتاج إلى الاستغفار. عندما اقترح آرون أنه قد يكون مثليًا، صفعته والدته. يحاول آرون الانتحار بعد أن غمره اليأس. وبعد ذلك، أرسله والديه إلى مرفق علاجي ليبرأ من مثليته الجنسية.
يسعى كريستيان بشدة للعثور على آرون وتحديد عنوان منزله ورقم هاتفه. أخبرته والدة هارون: «شكرًا لك، لقد أخذ ابني موس الحلاقة على معصميه؛ بفضلك فقدت ابني» معتقدًا أن هارون قد مات أمضى كريستيان الأيام القليلة التالية في التفكير بهارون باستمرار. تكتشف جولي مدخلًا عن مشاعر كريستيان في دفتر يوميات هاتفه المحمول وتستخدمه كأساس لأغنيتها الجديدة. يسافر كريستيان إلى منزل ديفيس في أيداهو، حيث يعيد ساعة آرون باكية إلى والدته أثناء لقاء مع جولي، عرضت عليه بتردد مقطع الفيديو الجديد الذي أزعج كريستيان مدركة أن جزءًا من كلمات الأغاني جاء من دفتر يومياته الشخصي دون موافقته. أخبرت جولي كريستيان أنها كانت تأمل أن يأتي منها شيء جيد.
في مرفق العلاج، يسمع آرون صوت أنثى يغني ويتحرى الأمر. يكتشف مقطع فيديو موسيقيًا يتم تشغيله على التلفزيون، الأغنية التي تؤديها جولي. يدفع الفيديو آرون للعودة إلى لوس أنجلوس بحثًا عن كريستيان. عند وصوله إلى شقة كريستيان، يشعر هارون بالحزن عندما يجيب شخص غريب على الباب. معتقدًا أن كريستيان قد عاد إلى طرق فتى حزبه ومضى قدمًا، وليس لديه مكان آخر يذهب إليه، يشق آرون طريقه إلى مطعم ليلا، بعد أن أصبح صديقًا للمالك أثناء عمله التبشيري بعد وفاة شريك حياتها. كريستيان، الذي تصادف أنه يعمل هناك، خرج مسرورًا برؤية هارون على قيد الحياة. يتصالحون ويحتفلون بعيد الشكر مع زملاء كريستيان في العمل. تقول ليلى للجميع أنه بغض النظر عن أي شيء، سيكون لديهم دائمًا «مكان على مائدتي ومكان في قلبي».

## فريق التمثيل

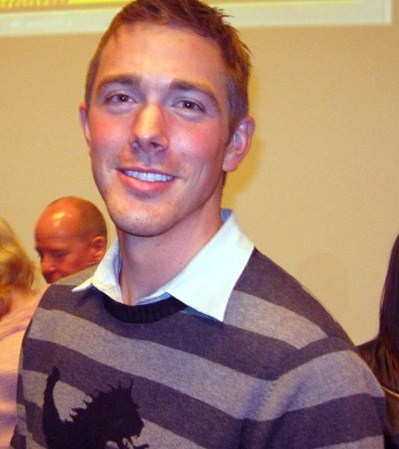
ستيف ساندفوس (الشيخ آرون ديفيس في الفيلم)

- ستيف ساندفوس في دور الشيخ آرون ديفيس، وهو قديس شاب في الأيام الأخيرة من بوكاتيلو بولاية أيداهو، يقع في حب كريستيان ويجب عليه الاختيار بين حياته الجنسية وكنيسته. اختبر المنتجون عددًا كبيرًا من الأشخاص قبل اختيار ساندفوس، قائلين إنه «فجرنا بعيدًا».[2]

- ويس رامزي في دور كريستيان ويليام ماركيلي، فتى من لوس أنجلوس يطمح لأن يصبح ممثلاً، يواجه كريستيان أفكاره عن السعادة ومعنى الحياة عندما يقع في حب آرون البسيط ولكن طيب القلب. قال رامزي على قرص دي في دي الخاص، «كانت شخصية كريستيان مثيرة للاهتمام بالنسبة لي على مستويات عديدة. لقد كنت متحمسًا جدًا وأشعر بأنني محظوظ جدًا لأن أتيحت لي الفرصة لرواية تلك القصة من خلال عينيه.» [2]

- ريبيكا جونسون بدور جولي تايلور، زميلة كريستيان في الغرفة التي تحاول الانغماس في عالم الموسيقى وفي الطريق تمنع كريستيان من الانهيار.

- جاكلين بيسيت بدور ليلا مونتاني، صاحب مطعم Lila's ، حيث يعمل كريستيان وتراسي وجولي وأندرو. عشيقها يعاني من مرض عضال في المستشفى، لكنها لا تزال تجد الوقت لدعم كريستيان وآرون بنصيحتها الذكية والساخرة قالت بيسيت نفسها، «أحب الفكاهة، لذلك أنا فقط، لقد استمتعت حقًا بفعل كل الشقوق.» [2]

- آمبر بنسون في دور تريسي ليفين؛ انتقلت تريسي من نيويورك إلى لوس أنجلوس لتصبح ممثلة وتعمل في مطعم ليلا لدعم نفسها. لا تحب تريسي العيش في لوس أنجلوس، لكنها تعترف لاحقًا بأنها لم تحب نيويورك كثيرًا أيضًا.

- جوزيف جوردون ليفيت في دور الشيخ بول رايدر، مُبشِّر شاب شائك ومُحكم قضائيًا مُعيَّنًا كشريك آرون، رايدر ليس متحمسًا لوجوده في لوس أنجلوس، بل إنه ليس متحمسًا للعيش بجوار مثلي الجنس. قام جوردون ليفيت في الأصل باختبار أداء دور آرون، لكن موقفه العدواني تجاه النص ولكن حس الدعابة الجيد جعل المنتجين يقررون أنه كان رايدر مثاليًا. [2]

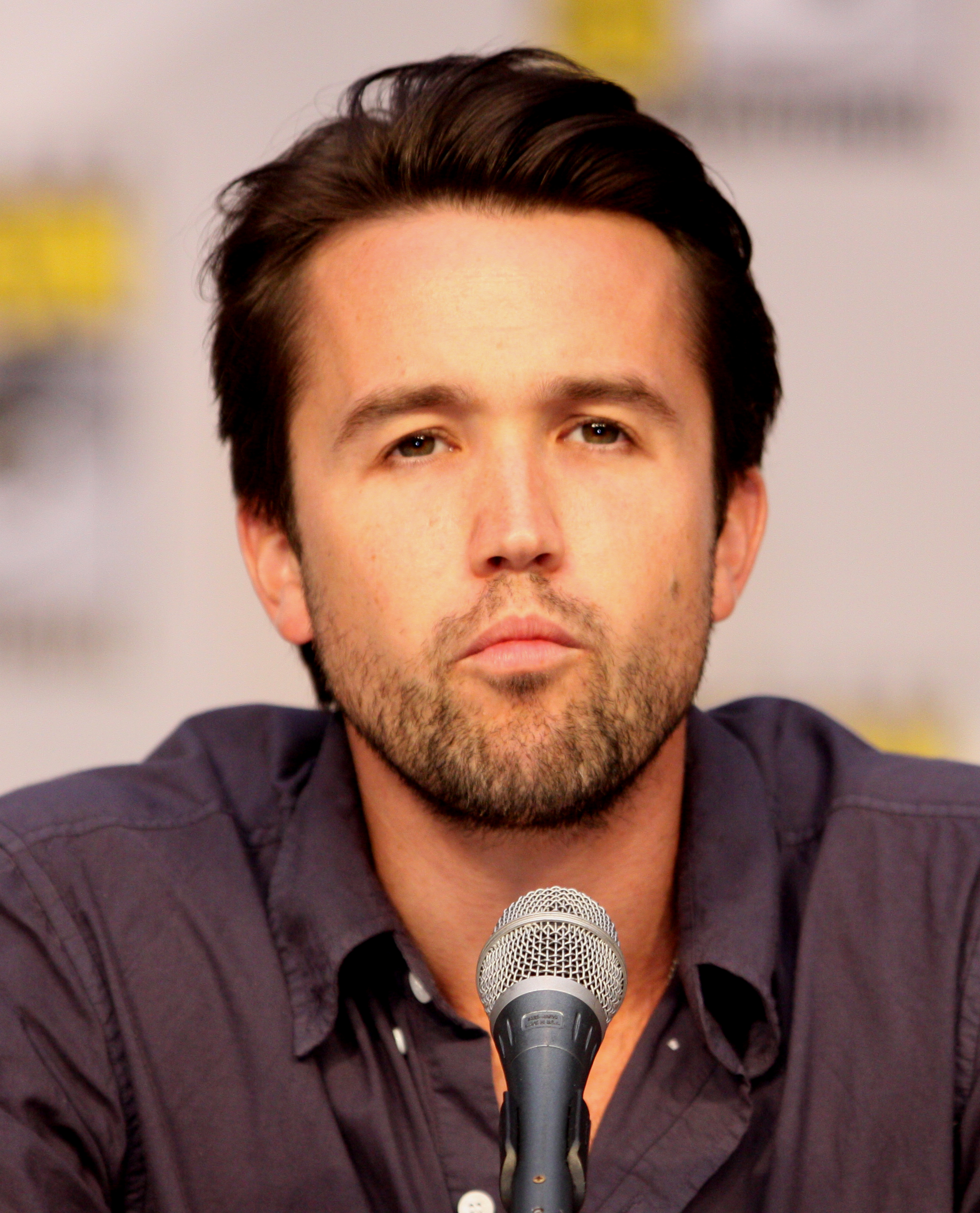
روب ماكيلهيني يصور إلدر هارمون

- خاري بايتون في دور أندرو، ممثل طموح، لكنه يقضي وقتًا أطول في النميمة ورواية الحكايات المفعمة بالحيوية لدى ليلا. كان أندرو مصابًا بفيروس نقص المناعة البشرية لبعض الوقت، لكنه لا يزال بصحة جيدة.

- روب ماكيلهيني مثل الدر هارمون، أقدم المبشرين أل دي أس وقد تم تعيينه كزعيم لهم.

- ديف باور مثل الشيخ جيلفورد، شريك هارمون التبشيري.

- إريك بالادينو مثل كيث جريفين، رجل مثلي الجنس يموت بسبب الإيدز، يغرق في مرارته ويأسه حتى يصادق كريستيان. قال كوكس إن أداء بالادينو لم يكن كما تخيله في الأصل، لكنه لم يستطع الآن تخيل شخص مختلف يلعب دور كيث. [2]

- ماري كاي بليس بدور الأخت غلاديس ديفيس، والدة آرون المتدينة بشدة، والتي على الرغم من إظهار الحب غير المشروط والمودة تجاه آرون قبل مغادرته إلى لوس أنجلوس، لا يمكنها قبول حقيقة أن ابنها مثلي الجنس.

- يقوم جيم أورتليب بدور الشيخ فارون ديفيس، والد آرون الذي يشغل منصب رئيس سانت ستيك في اليوم الأخير في بوكاتيلو، بطرد آرون من الكنيسة عند علمه بأنه مثلي الجنس. يتم تصوير فارون على أنه فرد بعيد المراوغة.

- ليندا باين بدور سوزان ديفيس، دافيس الوحيد الذي يقبل المثلية الجنسية لأخيها. في مشهد محذوف، أخبرت آرون أن مثليته الجنسية لم تغير شيئًا بينهما. تكتشف أيضًا محاولة انتحار آرون، وفي حالة ذعر، تمكنت من إنقاذه في الوقت المناسب.

## الإنتاج
كتب وأخرج الأيام الأخيرة من قبل ك. جاي كوكس بعد نجاح سيناريوه السابق، سويت هوم ألاباما منحته الموارد المالية والائتمان النقدي لكتابة قصة حب شخصية أكثر. أسس كوكس كلا الحرفين- كريستيان وهارون- على نفسه. نشأ كمرمون وعمل في مهمة قبل أن يخرج كمثلي الجنس، وتساءل عما كان سيقوله نصفا نفسه لبعضهما البعض إذا كانا قد التقيا. تم تصوير الأيام الأخيرة في عدة مواقع في لوس أنجلوس في 24 يومًا بميزانية تقدر بـ 850,000 دولار. بعد أن مول كوكس البحث عن الدعم الأولي، تم الحصول على التمويل من مستثمرين من القطاع الخاص أرادوا مشاهدة الفيلم. ومع ذلك، لا يزال المنتج كيركلاند تيبلز يواجه العديد من الاختناقات، حيث ظل تمويل الفيلم بأكمله صعبًا.  تم توزيعه من خلال إطلاق تي إل أي، الموزع المستقل للأفلام الذي التقطه من خلال شراكته مع شركة الإنتاج فاني بوي فيلمز، المتخصصة في وسائل الإعلام ذات الطابع المثلي.
لم يركز اختيار الشخصيات الرئيسية على ميولهم الجنسية، بل على قدرتهم على «إظهار الضعف».  في تعليق خلف الكواليس، أوضح ستيف ساندفوس أنه لا يريد أن يلعب شخصيته كشخصية مثلي الجنس، ويؤكد ويس رامزي أن جانب قصة الحب في الفيلم بالنسبة له كان منفصلاً عن جنس الشخصية.  بسبب العديد من المشاهد العارية والتقبيل، تم إصدار الأيام الأخيرة بدون تصنيف. 

## الإطلاق
تم عرض الأيام الأخيرة لأول مرة في مهرجان فيلادلفيا الدولي للمثليين والمثليات في 10 يوليو 2003. استمتع الجمهور بالفيلم لدرجة أنهم رحبوا به بحفاوة بالغة.  عندما جاء طاقم الممثلين على خشبة المسرح، تلقوا ترحيبا حارا آخر. حصل الفيلم على استقبال مماثل في أوت فيست بعد أسبوع، وفي مهرجان بالم سبرينغز السينمائي الدولي.   عُرض الفيلم أيضًا في مهرجانات سياتل وواشنطن السينمائية قبل طرحه في جميع أنحاء الولايات المتحدة خلال الأشهر الـ 12 التالية. تم عرض الفيلم لاحقًا في عدة بلدان أخرى وعرض في العديد من مهرجانات أفلام المثليين،  وبالتحديد في برشلونة ومدريد (حيث كان أيضًا اختيارًا شائعًا)  ومكسيكو سيتي. منذ إصداره الأولي، حصل على تسع جوائز لأفضل فيلم، كما ذكر كوكس في عام 2005 على ميزة مدرجة على دي في دي في المملكة المتحدة. 
تم حظر الفيلم من قبل مسارح مادستون، وهي سلسلة سينما أثرية تضم تسعة مسارح في جميع أنحاء البلاد، وادعت أنه «لا يرقى إلى الجودة الفنية [لدينا]».  تعرضت الشركة لضغوط من خلال التهديد بالمقاطعة والاحتجاجات من قبل الجماعات المحافظة لسحب إطلاق سراحها المخطط له.  في شباك التذاكر في أمريكا الشمالية، حققت الأيام الأخيرة أرباحًا قدرها 834685 دولارًا من 19 مسرحًا بحد أقصى. اعتبارًا من يناير 2011، كان الفيلم هو الفيلم الأكثر ربحًا من موزع إطلاق تي إل أي.

## الجوائز
| سنة  | مهرجان                                                      | جائزة         | فئة                           |
| ---- | ----------------------------------------------------------- | ------------- | ----------------------------- |
| 2003 | 21. مهرجان لوس أنجلوس للمثليات والمثليين                    | جائزة الجمهور | السمة الروائية الأولى البارزة |
| 2003 | 9. مهرجان فيلادلفيا الدولي لأفلام المثليين والمثليات        | جائزة الجمهور | أفضل ميزة                     |
| 2003 | 13. مهرجان واشنطن دي سي للمثليين والمثليات                  | جائزة الجمهور | أفضل ميزة                     |
| 2003 | 8. مهرجان سياتل للمثليات والمثليين                          | جائزة الجمهور | أفضل فيلم روائي               |
| 2003 | 11. مهرجان ايمج أوت السينمائي - روتشستر                     | جائزة الجمهور | أفضل ميزة مستقلة              |
| 2003 | 14. مهرجان فريسنو ريل برايد السينمائي للمثليين والسحاقيات   | جائزة الجمهور | أفضل فيلم روائي طويل          |
| 2004 | 17. مهرجان كونيتيكت السينمائي للمثليين والمثليات            | جائزة الجمهور | أفضل فيلم روائي طويل          |
| 2004 | 14. مهرجان تورنتو للأفلام والفيديو للمثليات والمثليين جنسيا | جائزة الجمهور | أفضل فيلم أو فيديو طويل       |
| 2004 | ليجاي سينما (مهرجان مدريد السينمائي للمثليين والسحاقيات)    | جائزة الجمهور | أفضل فيلم طويل                |
| 2005 | مهرجان هونغ كونغ السينمائي للمثليين والمثليات               | جائزة الجمهور | الجمهور المفضل                |
| 2005 | يتفوق على مهرجان نيوزيلندا السينمائي للمثليين والمثليات     | جائزة الجمهور | أفضل ميزة                     |

## روابط خارجية
- مقالات تستعمل روابط فنية بلا صلة مع ويكي بيانات